# تطبيق محمول

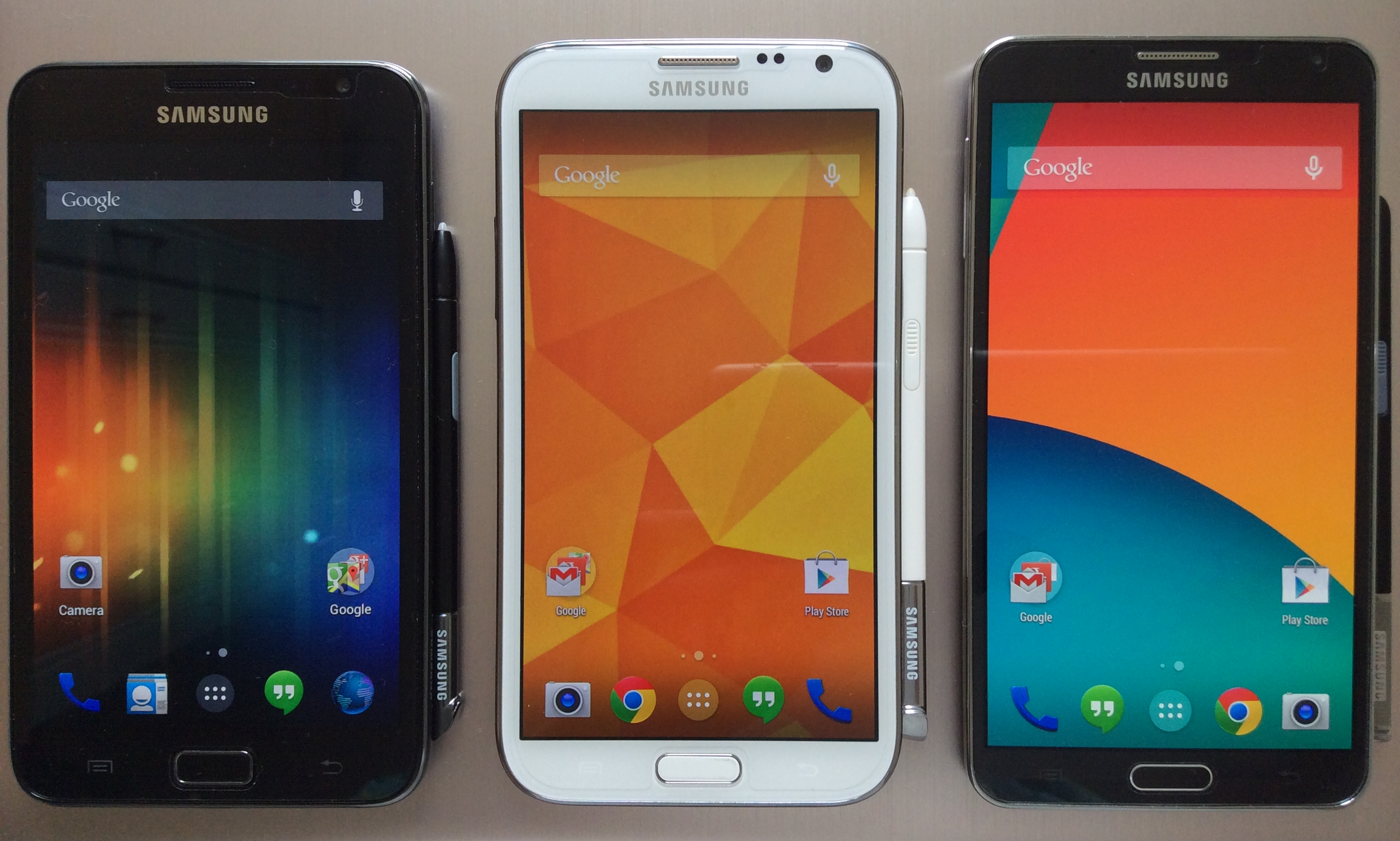
أندرويد

تطبيق المحمول هو برنامج كمبيوتر مصمم ليعمل على الهواتف الذكية، وأجهزة الكمبيوتر اللوحي وغيرها من الأجهزة النقالة. وهي الموجة الجديدة في استخدام الهواتف النقالة، فلم تعد الهواتف النقالة مجرد أجهزة للإتصالات الهاتفية الصوتية فقط، بل تتعداها إلى تبادل رسائل الوسائط المتعددة كالصور والفيديو واستخدام البريد الإلكتروني والانترنت. ونظرًا للإمكانيات الهائلة في الهواتف الذكية أصبح بالإمكان إستغلال هذه الإمكانيات من قبل تطبيقات متعددة تفيد المستخدم. بعض هذه الإمكانيات:
- الكاميرا : فيستطيع التطبيق نقل صور من الألبوم أو التقاط صور حية ونقلها.
- نظام التحديد الجغرافي : فهذه الإمكانية التي تتميز بها الهواتف الذكية بالإمكان الاستفادة منها لتحديد موقعك أو موقع المؤسسة التي ترغب بالذهاب لها.
- إمكانية عمل الاتصال الهاتفي : بضغطة زر من داخل التطبيق يمكنك الإتصال بأرقام معينة دون أن تكون مخزنة بجهازك.
- العالم من حولنا:[4] يمكن تحديد موقع المستخدم والأماكن المهمة القريبة منه ورسمها على الخريطة.
- الرسائل النصية المجانية [الإنجليزية]: وهذه الميزة تمكن أصحاب الأعمال من إرسال رسائل لكل من قام بتحميل التطبيق وبالمجان ولأي عدد من الرسائل
- الرسائل المحددة جغرافيا [الإنجليزية]: بالإمكان ربط النطاق الجغرافي للرسائل التي يرسلها التطبيق فيمكن للتطبيق إرسال رسائل لكل من لا يبعد أكثر من 20 كيلومتر على سبيل المثال.

ويتم تحميل هذه التطبيقات من متجر أبل ستور آب ستور بالنسبة للبرامج التي تخص هواتف الآيفون ولوحات الآيباد، أما بالنسبة للبرامج المكتوبة بنظام التشغيل أندرويد والذي يعمل على بقية الأجهزة الأخرى كجهاز سامسونج وسوني فيتم تحميل التطبيقات من جوجل بلاي.
تكون التطبيقات مجانية دائمًا أو لفترة محدودة في الغالب لتشجيع المستخدم لتحميلها من المتجر، لكن بعض التطبيقات لا يتم تحميلها إلا بعد دفع مبلغ مالي معين للمتجر.

## التطبيق الأصلي
تطبيق الهاتف المحمول الأصلي تطبيق للهاتف الذكي مكتوب بلغة برمجة معينة مثل أوبجكتيف سي لنظام التشغيل آي أو إس أو جافا لأنظمة التشغيل أندرويد. توفر تطبيقات الجوال الأصلية أداء سريع ودرجة عالية من الموثوقية. تطوير هذا النوع من التطبيقات مكلف لأنه مرتبط بنوع واحد من نظم التشغيل مما يفرض على الشركة التي تنشئ التطبيق إنشاء نسخ مكررة تعمل على منصات أخرى.

## وصلات خارجية
- جوجل بلاي
- آب ستور